# Lừa Asinara

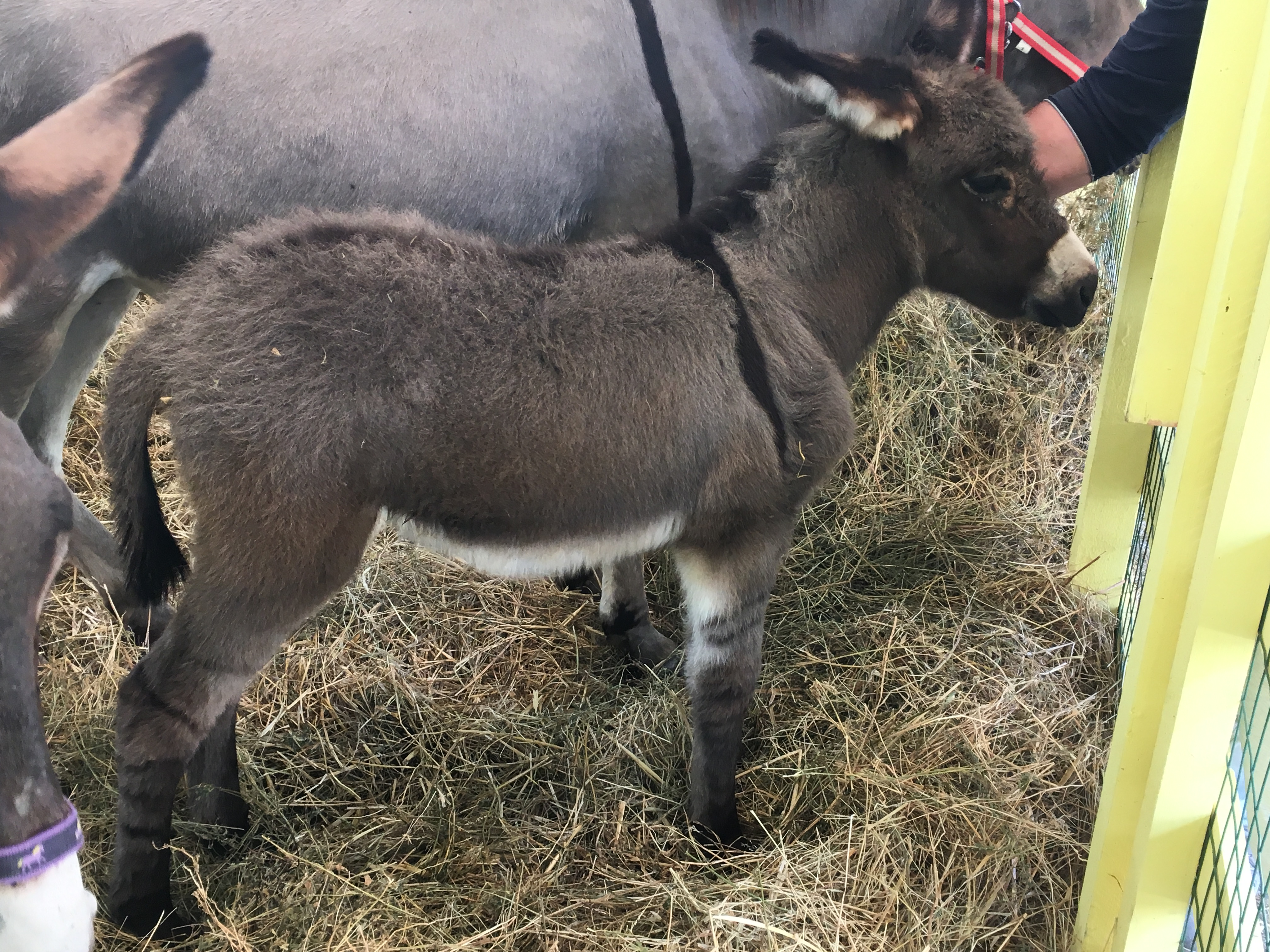
Amiatina foal at the Rural Festival of Gaiole in Chianti in Tuscany, 2016

Lừa Asinara, tiếng Ý: Asino dell'Asinara (phát âm tiếng Ý: [ˈaːzino dellaziˈnaːra]), là một giống lừa hoang dã bản địa đến đảo Asinara, nằm ngoài khơi bờ biển phía tây bắc của Sardinia, Ý, ở tỉnh Sassari. Hầu hết các con lừa giống này là toàn bộ hoặc một phần có màu trắng; số lượng nhỏ các con lừa màu xám trên đảo cũng được coi là một phần của quần thể, và có lẽ là các cá thể mang dị hợp tử của gen albino. Con lừa Asinara là một trong tám giống lừa con độc quyền phân bố hạn chế được công nhận bởi Bộ trưởng Bộ Nông nghiệp và Nông nghiệp Italia, Bộ Nông nghiệp và Lâm nghiệp Italia. Nó được gọi là ainu, borricu hoặc molenti ở Sardinia.
Có khoảng 120 con lừa này trên đảo. Những con khác nằm trong khu bảo tồn thiên nhiên của Porto Conte ở Alghero và tại Istituto di Incremento Ippico ở Foresta Burgos, và một số được nuôi dưỡng ở Tuscany và ở Emilia Romagna.

## Lịch sử
Giống lừa Asinara có lẽ xuất phát từ một đột biến cơ hội trong số lượng của những con lừa đảo Sardinia bị những người dân bỏ rơi trên đảo khi họ bị buộc phải sơ tán theo luật ngày 28 tháng 6 năm 1885, theo đó đảo Asinara bị biến thành một đảo bỏ hoang và dành cho các tội phạm hình sự. Cũng có khả năng giống lừa này xuất phát từ những con lừa trắng được nhập từ Ai Cập vào thế kỷ 19 bởi Duca dell'Asinara.